# Na Yai Am (huyện)
Na Yai Am (tiếng Thái: นายายอาม) là một huyện (amphoe) ở phía tây của tỉnh Chanthaburi, phía đông Thái Lan.

## Lịch sử
The district đã được thành lập ngày 1 tháng 4 năm 1992 từ sự chia tách 5  tambon phía tây của Tha Mai. Đơn vị này đã được nâng thành huyện ngày 5 tháng 12 năm 1996.

## Địa lý
Các huyện giáp ranh là (từ phía tây theo chiều kim đồng hồ) Klaeng of Rayong Province, Kaeng Hang Maeo và Tha Mai của tỉnh Chanthaburi. Tây nam là vịnh Thái Lan.

## Hành chính
Huyện này được chia thành 6 phó huyện (tambon), các đơn vị này lại được chia thành 67 làng (muban). Na Yai Am là một thị trấn (thesaban tambon) nằm trên một phần của tambon Na Yai Am. Ngoài ra có 6 tổ chức hành chính tambon (TAO) chịu trách nhiệm quản lý các khu vực phi đô thị.
| Số TT | Tên        | Tên tiếng Thái | Số làng | Dân số |  |
| ----- | ---------- | -------------- | ------- | ------ |  |
| 1.    | Na Yai Am  | นายายอาม       | 15      | 9414   |  |
| 2.    | Wang Tanot | วังโตนด         | 10      | 3532   |  |
| 3.    | Krachae    | กระแจะ         | 11      | 4671   |  |
| 4.    | Sanam Chai | สนามไชย        | 8       | 4349   |  |
| 5.    | Chang Kham | ช้างข้าม         | 13      | 4739   |  |
| 6.    | Wang Mai   | วังใหม่          | 10      | 5403   |  |